# كريس جنكينز (لاعب كرة قدم أمريكية)
كريس جنكينز (بالإنجليزية: Kris Jenkins)‏ هو لاعب كرة قدم أمريكية أمريكي، ولد في 3 أغسطس 1979 في يبسيلانتي في الولايات المتحدة.

## وصلات خارجية
- كريس جنكينز على موقع مرجع كرة القدم المحترفة.كوم (الإنجليزية)